# میکالوژوس کنستانتیناس چیورلیونیس
میکالوجوس کونستانتیناس سیرلیانیس (بهانگلیسی: Mikalojus Konstantinas Čiurlionis؛ به لهستانی: Mikołaj Konstanty Czurlanis؛ ۲۲ سپتامبر ۱۸۷۵ – ۱۰ آوریل ۱۹۱۱) نقاش، آهنگساز و نویسنده اهل لیتوانی در امپراتوری روسیه بود.
سیرلیانیس در نمادگرایی و هنر نو نقش داشت و نماینده دوره فین د سیکل بود. وی یکی از پیشگامان هنر انتزاعی در اروپا به حساب آمده‌است. وی در طول زندگی کوتاه، حدود ۴۰۰ قطعه موسیقی ساخت و حدود ۳۰۰ اثر نقاشی و همچنین بسیاری از آثار و شعرهای ادبی خلق کرد. بیشتر نقاشی‌های وی در موزه هنر ملی م ک سیرلیانیس در کاوناس، لیتوانی قرار گرفته‌است. آثار او تأثیر عمیقی بر فرهنگ مدرن لیتوانی داشته‌است.

## نگارخانه

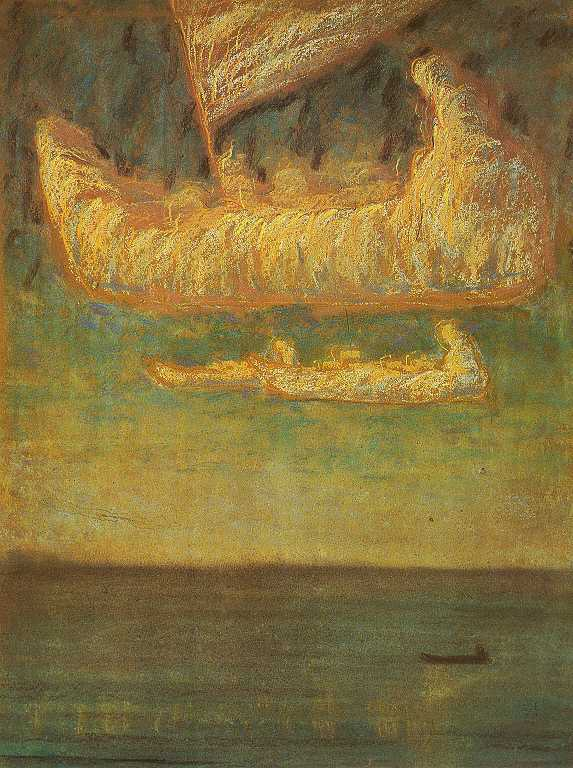
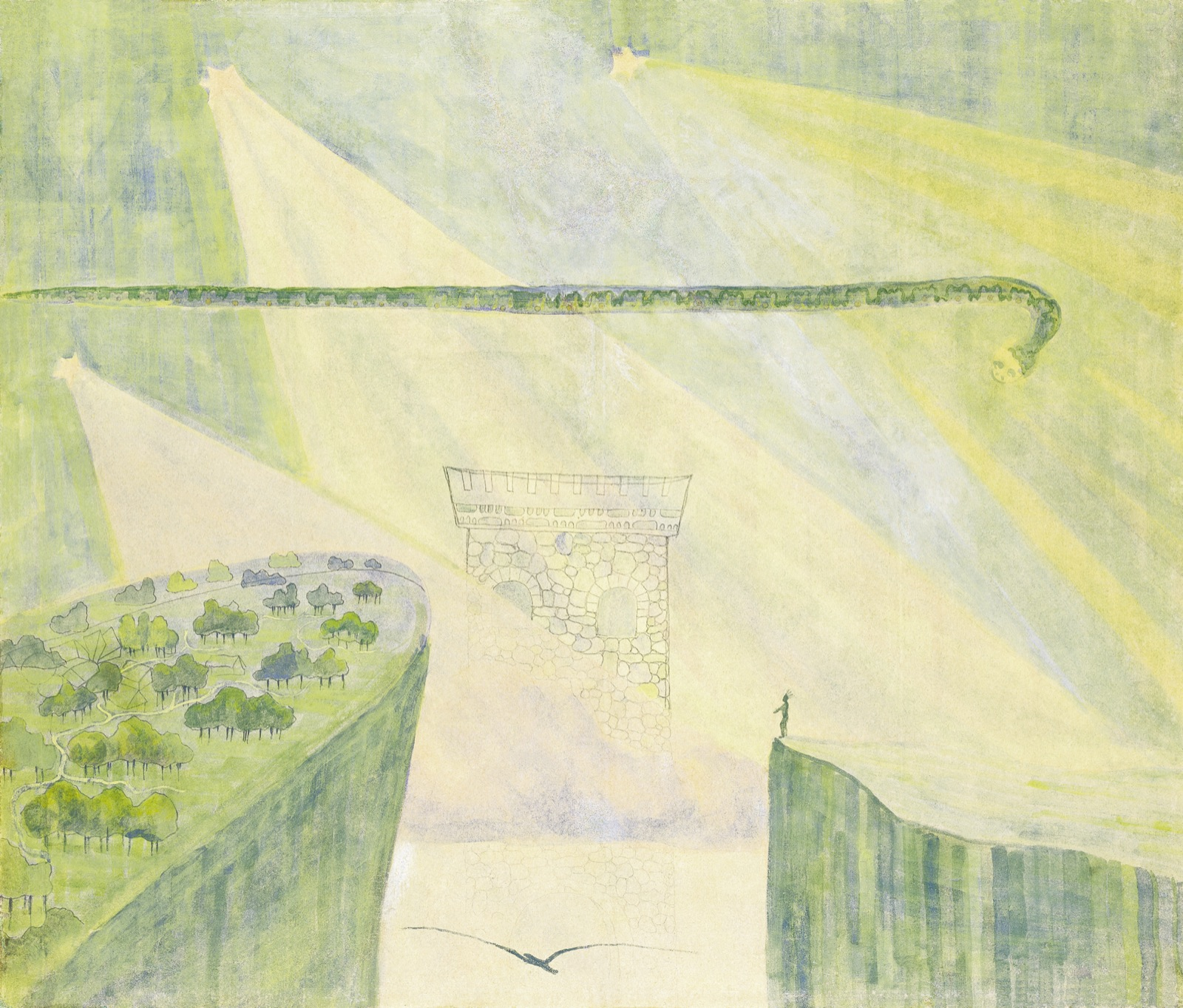
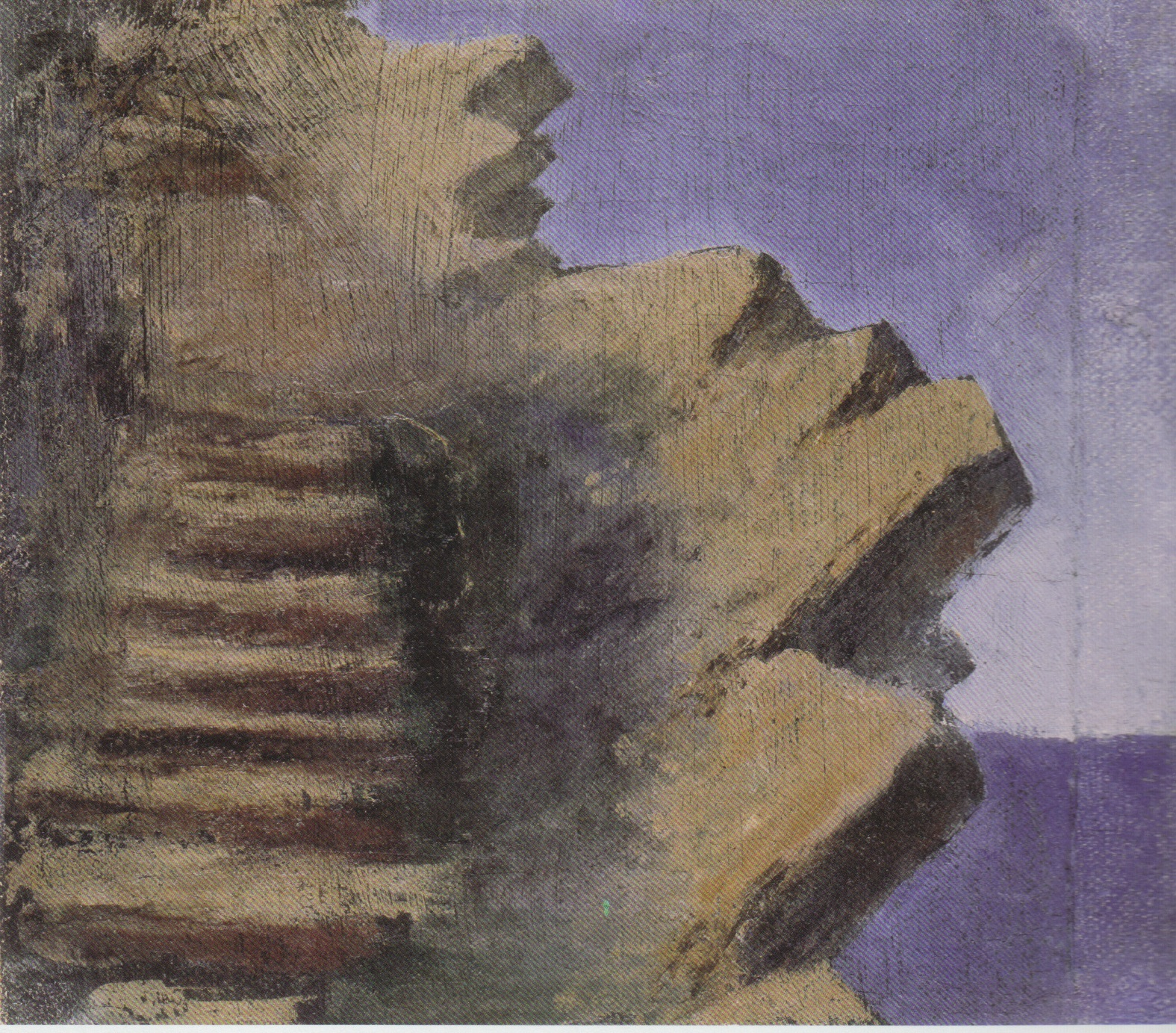
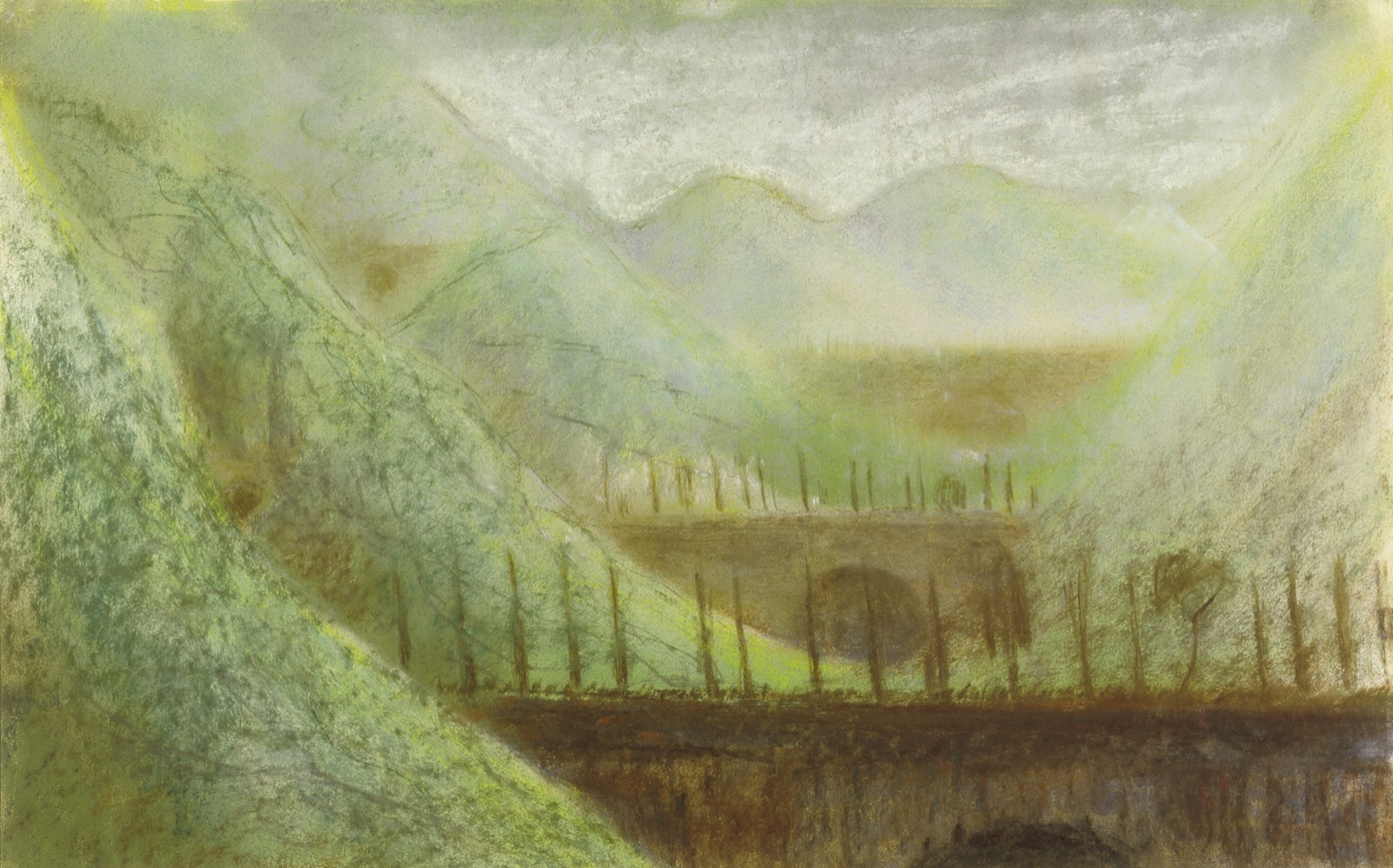
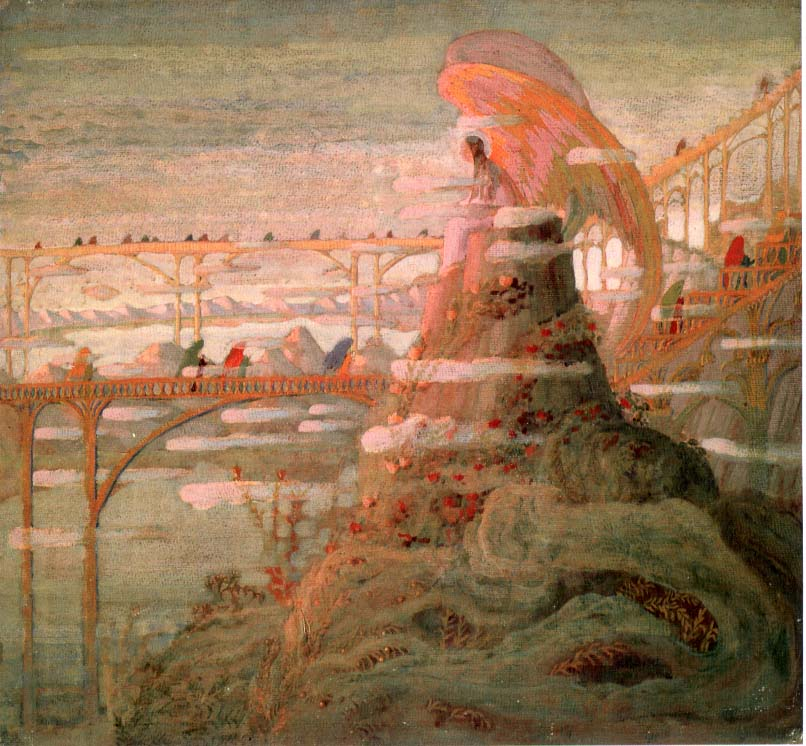
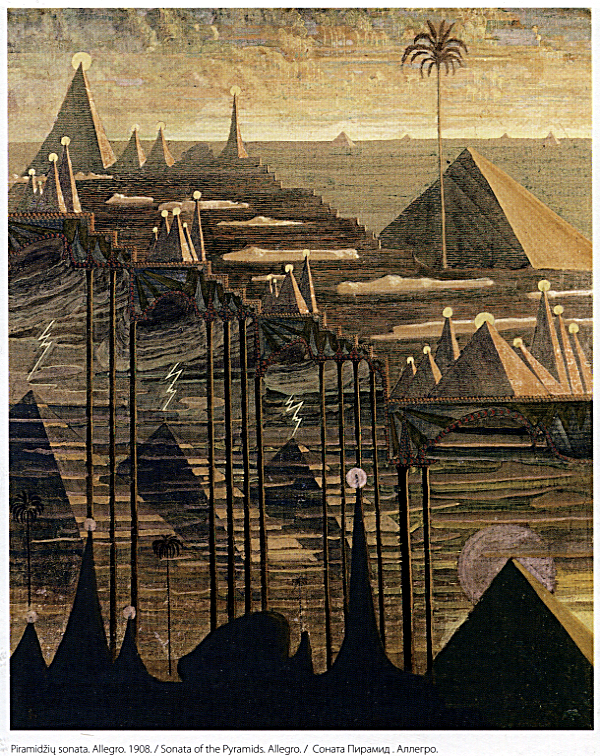
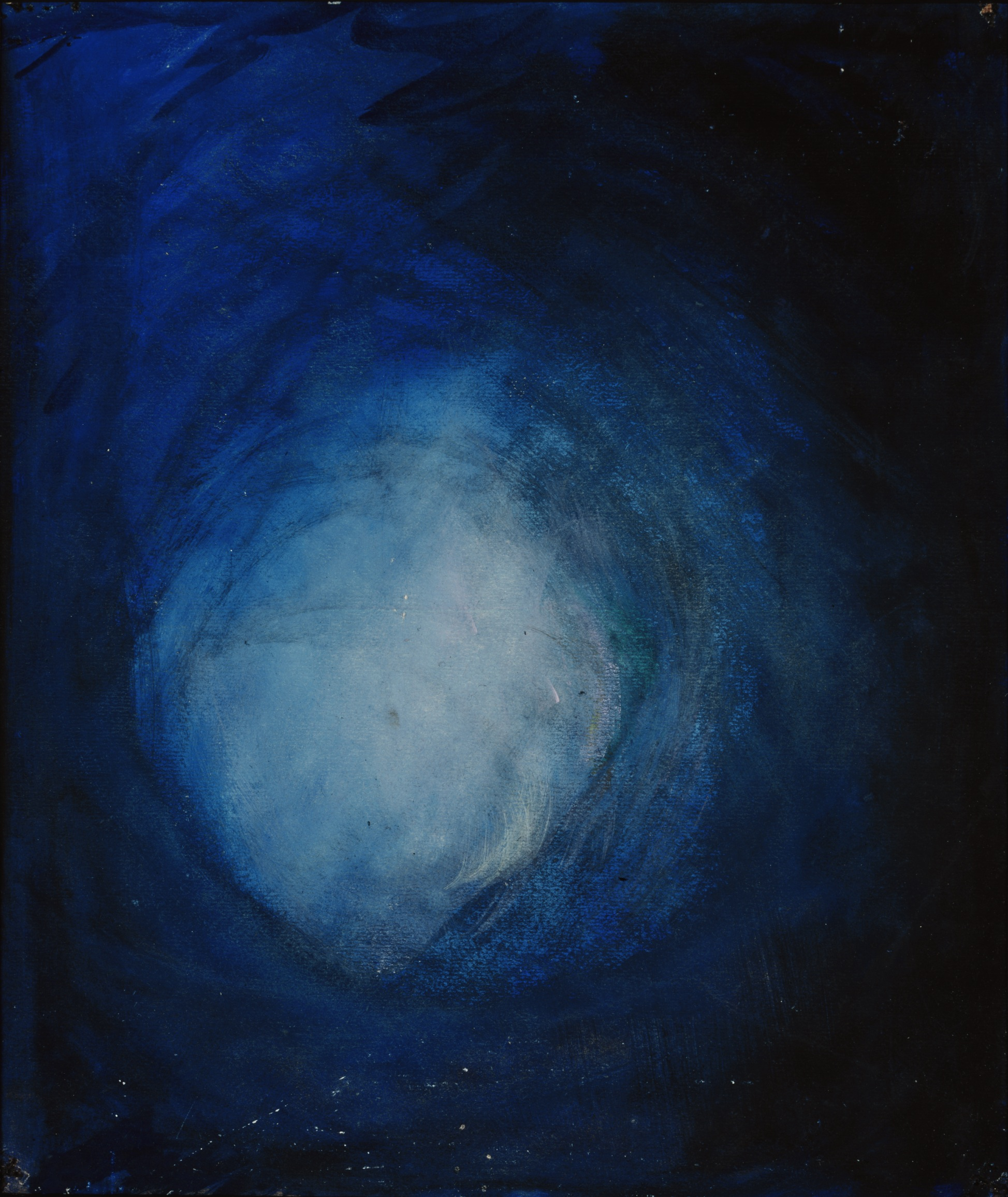
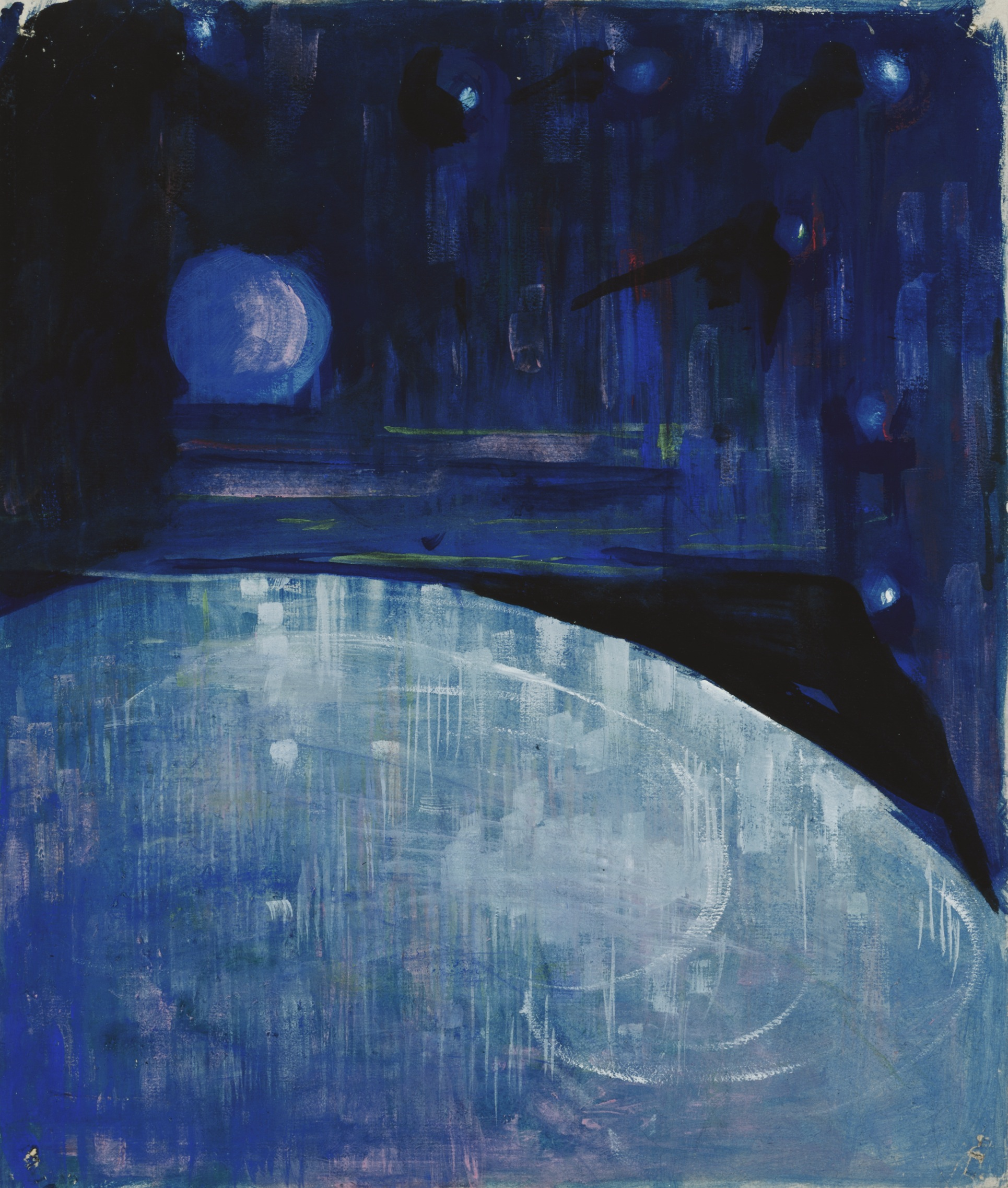
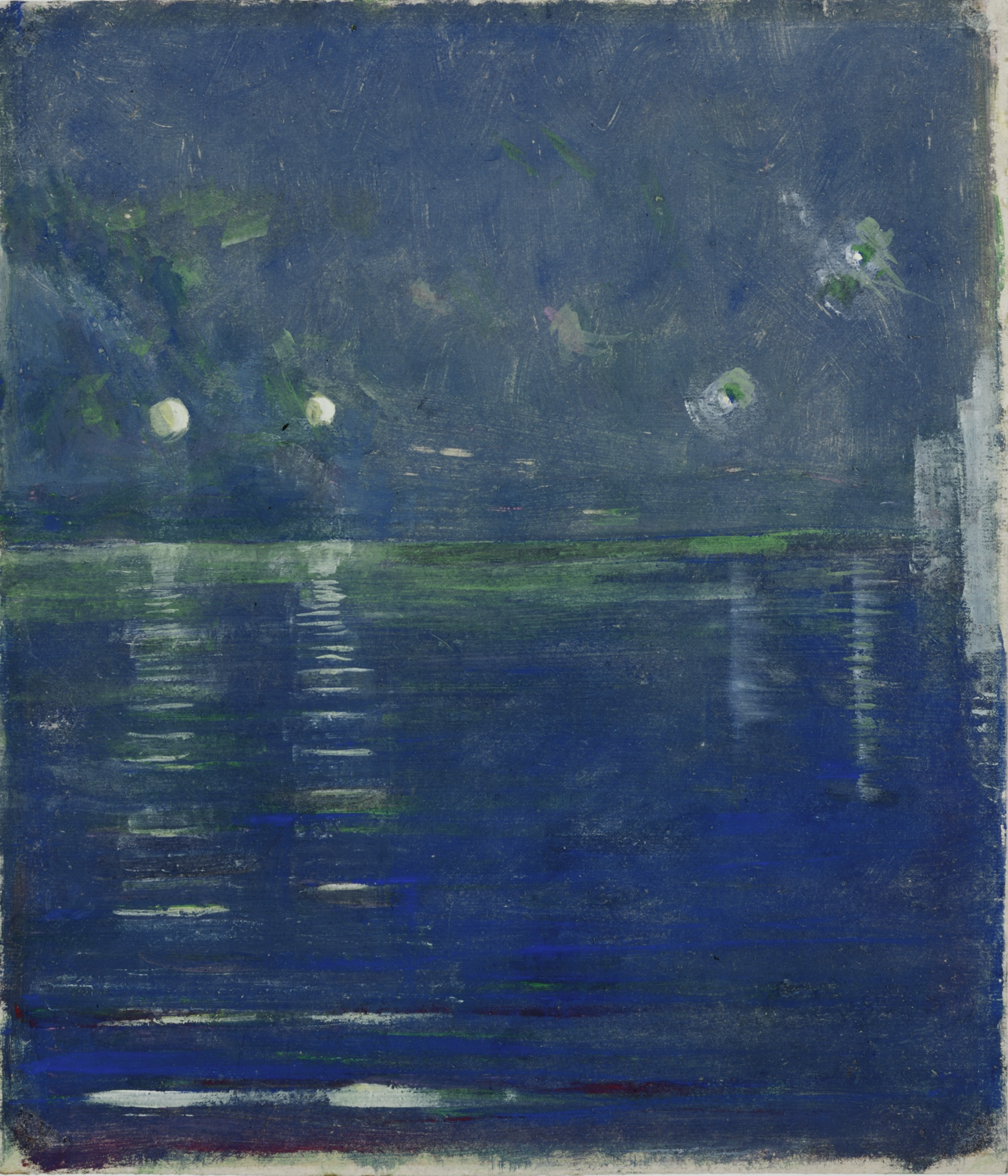
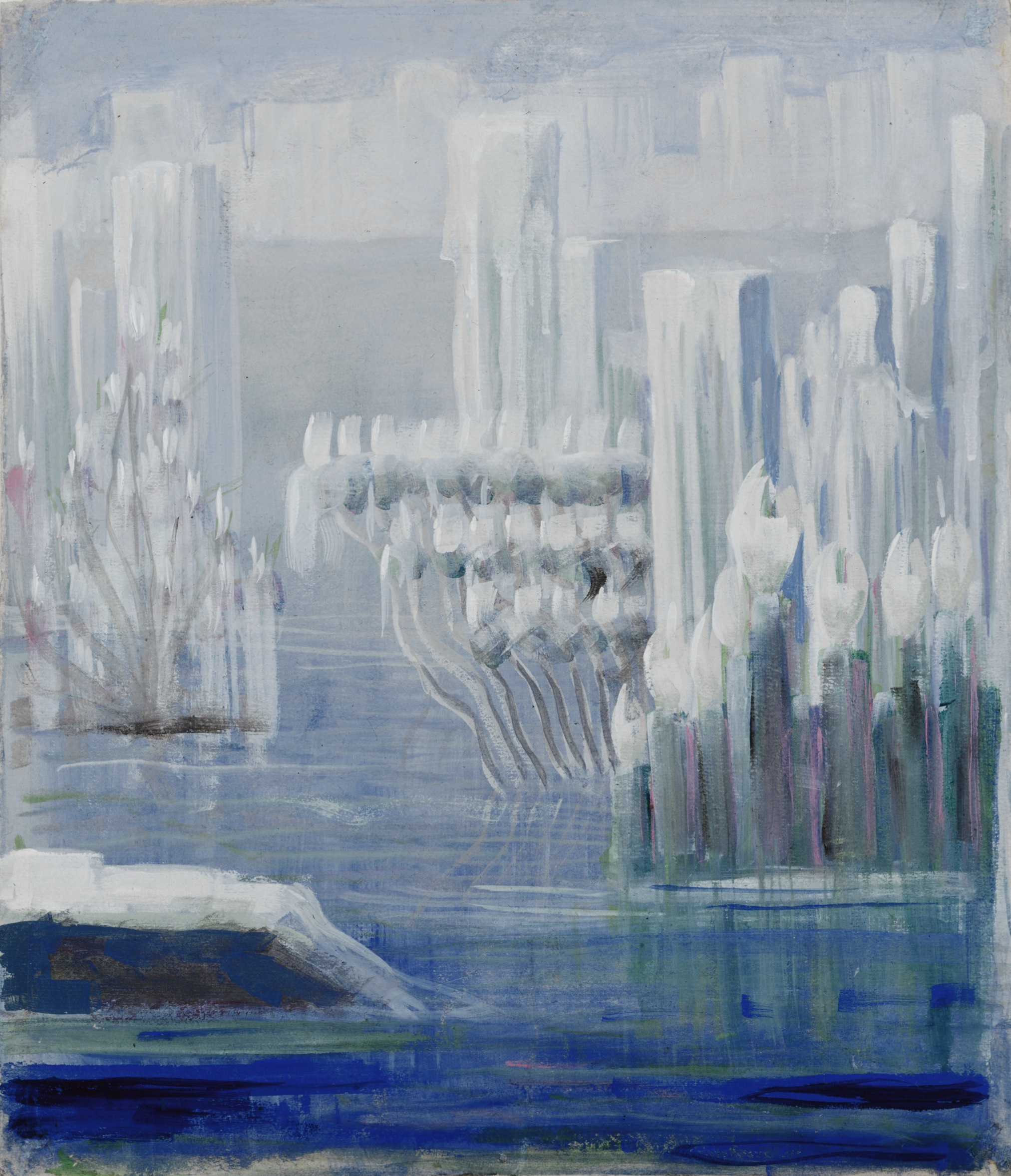
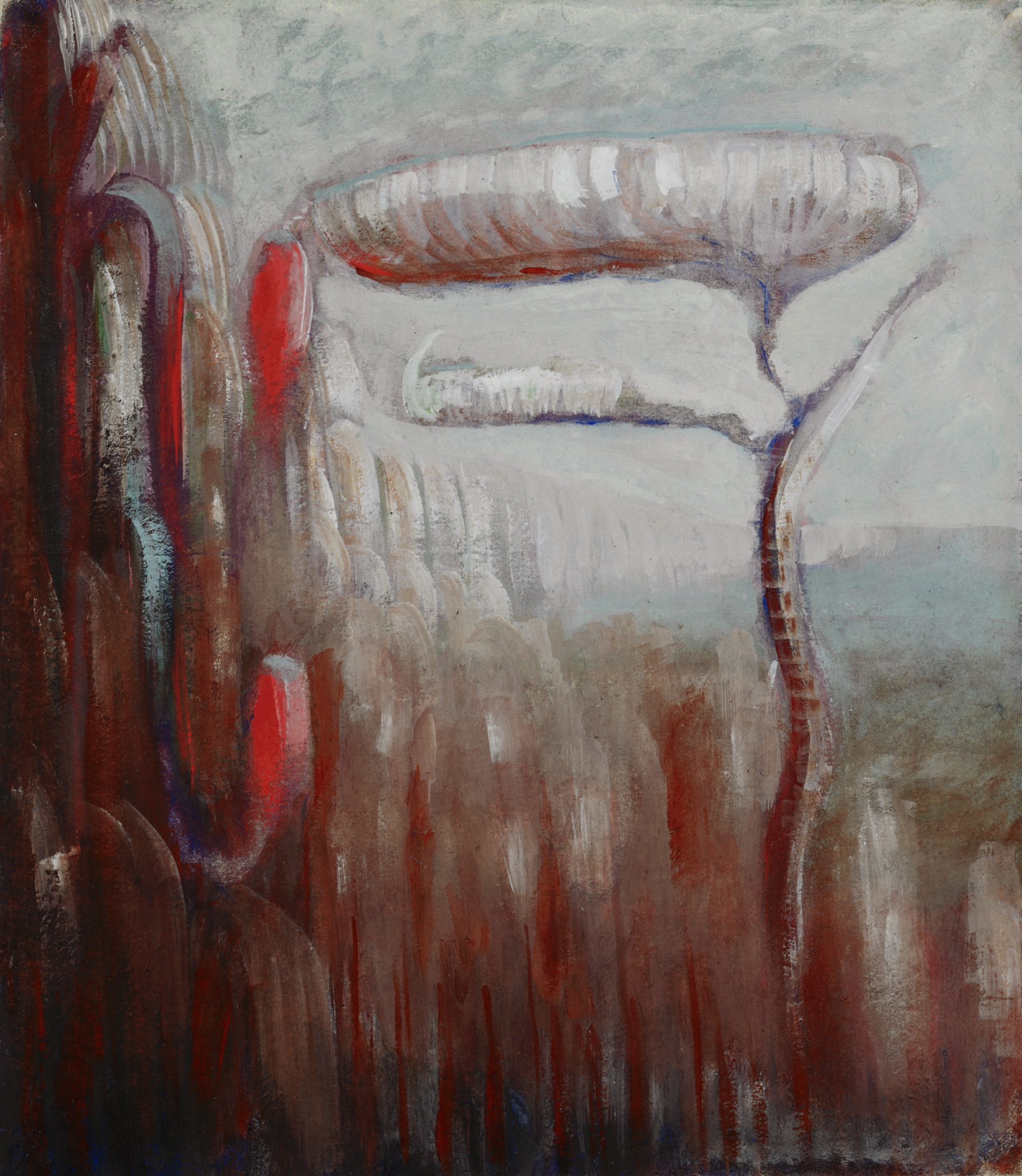
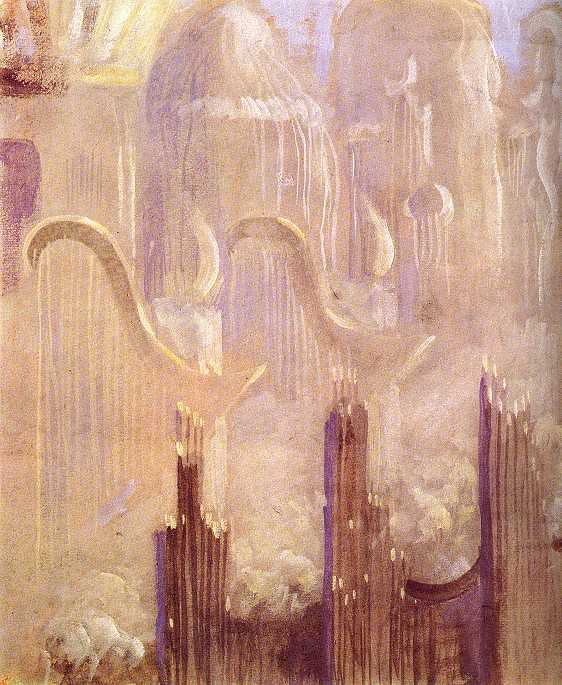
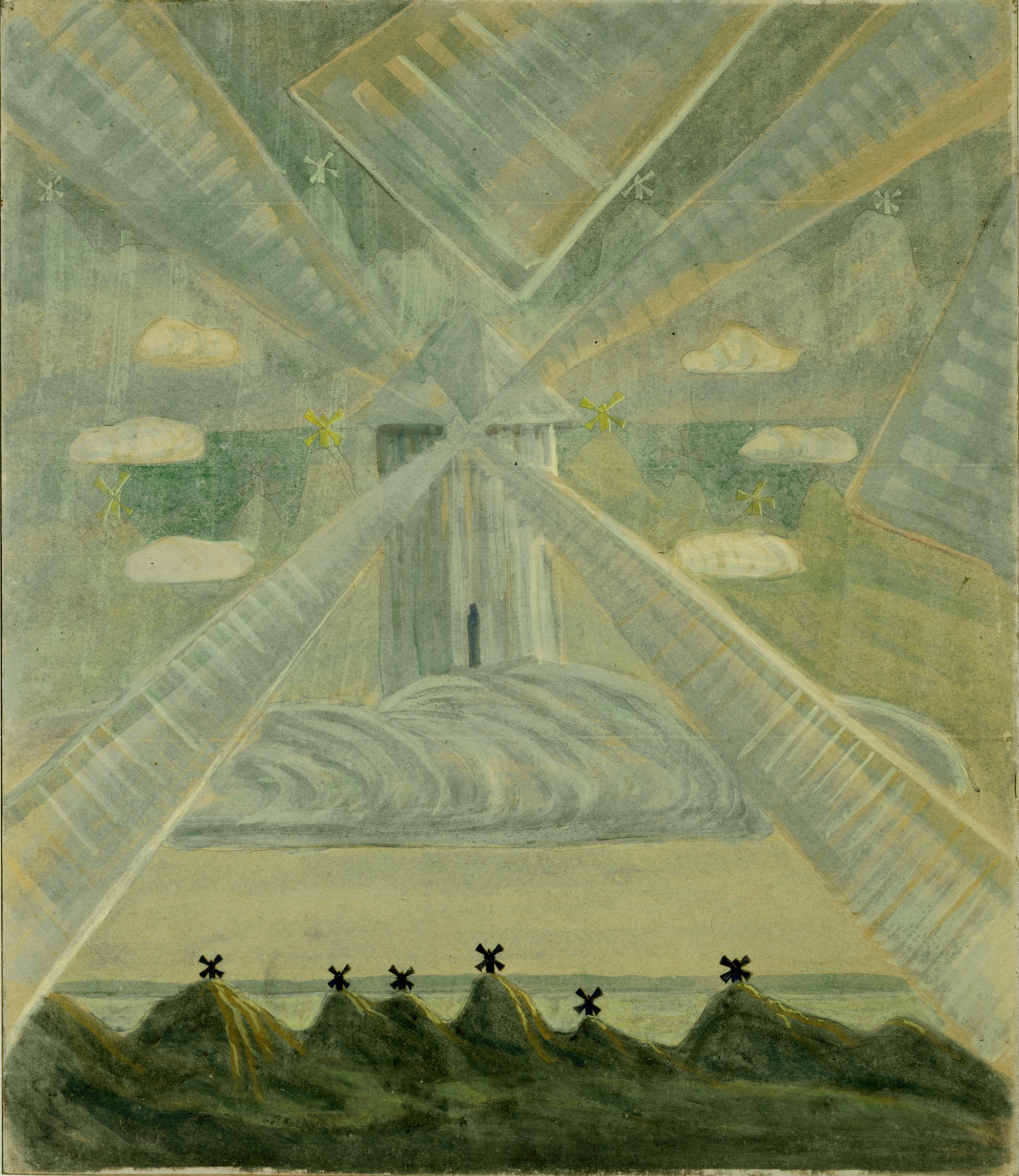
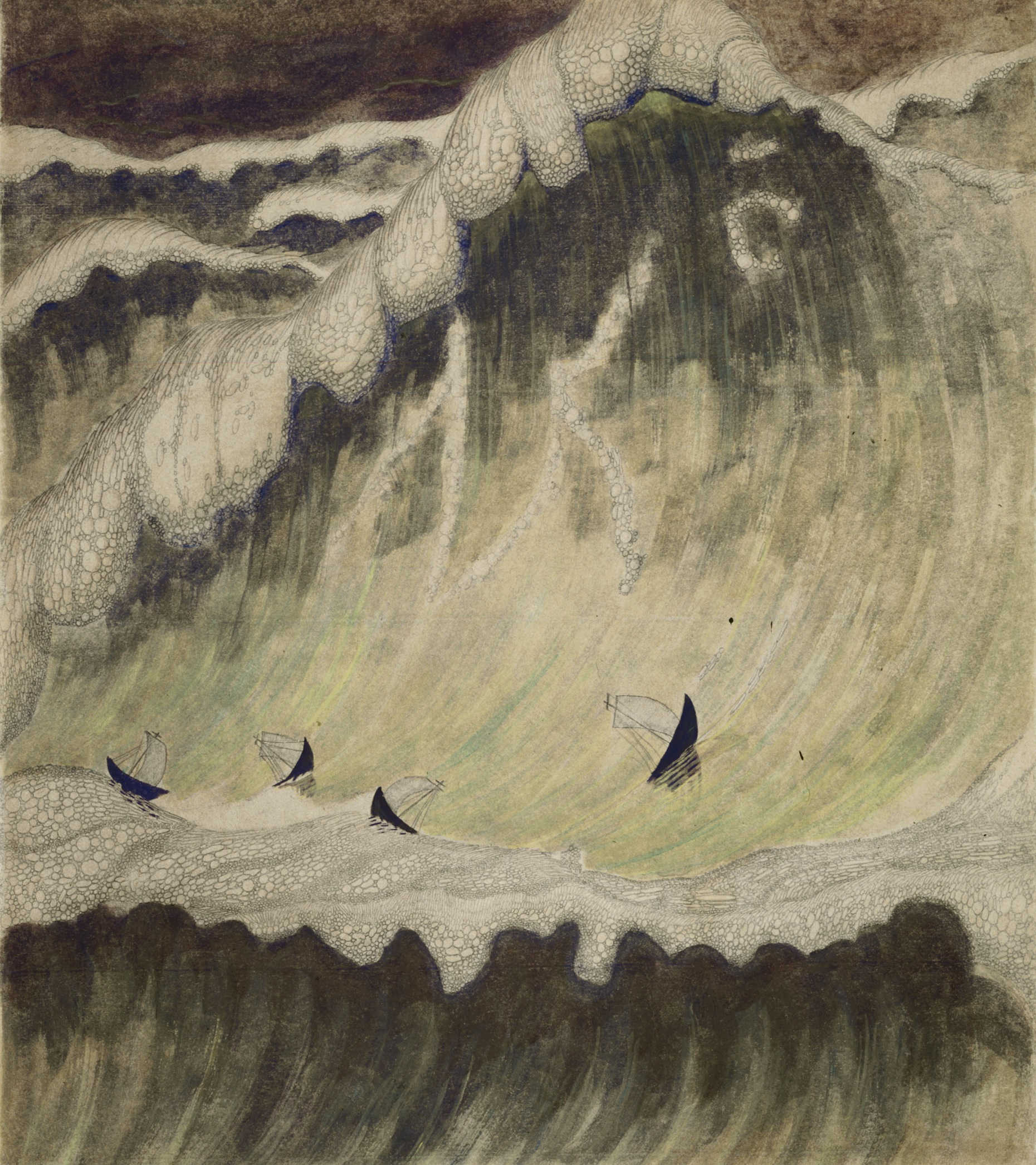
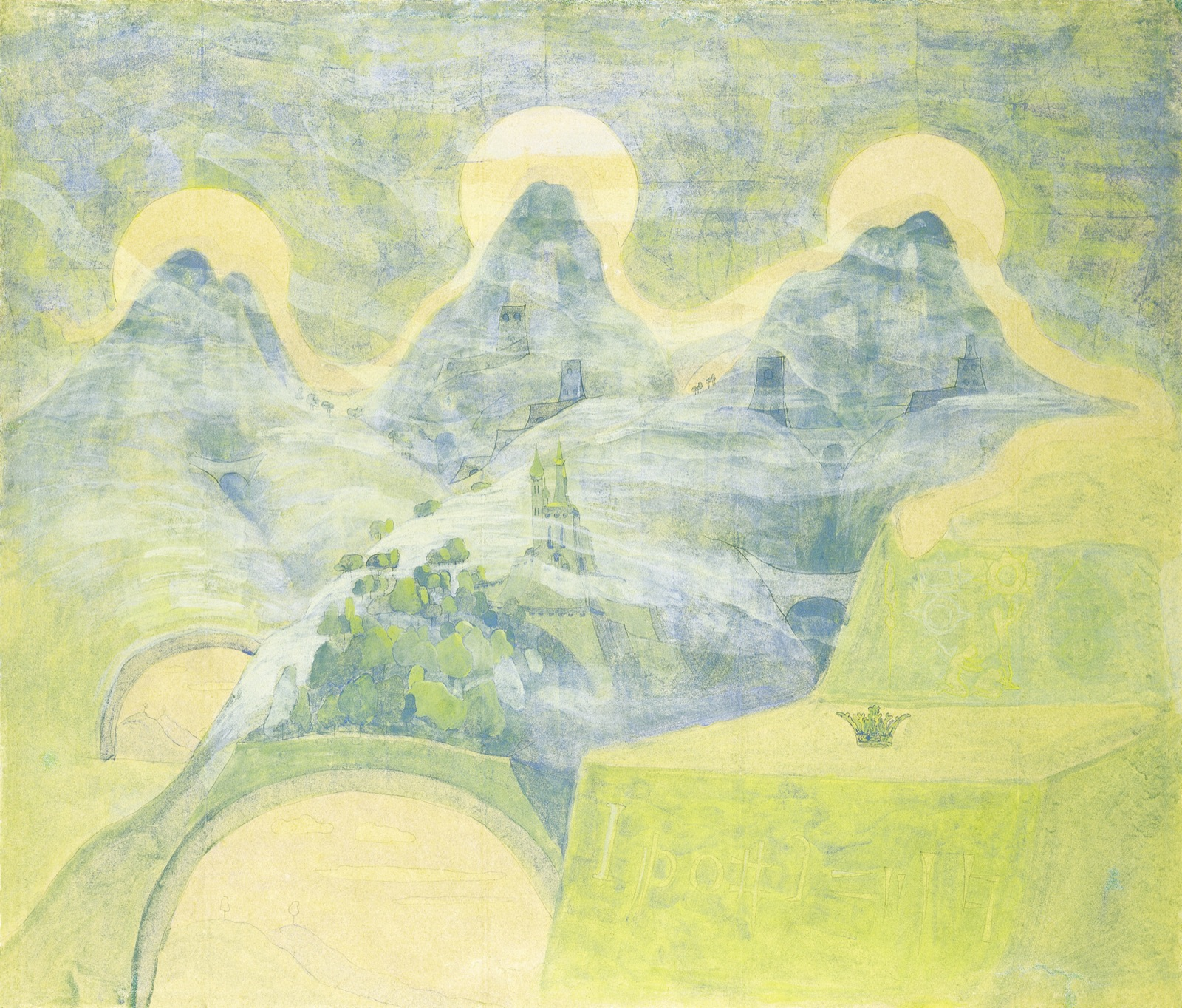
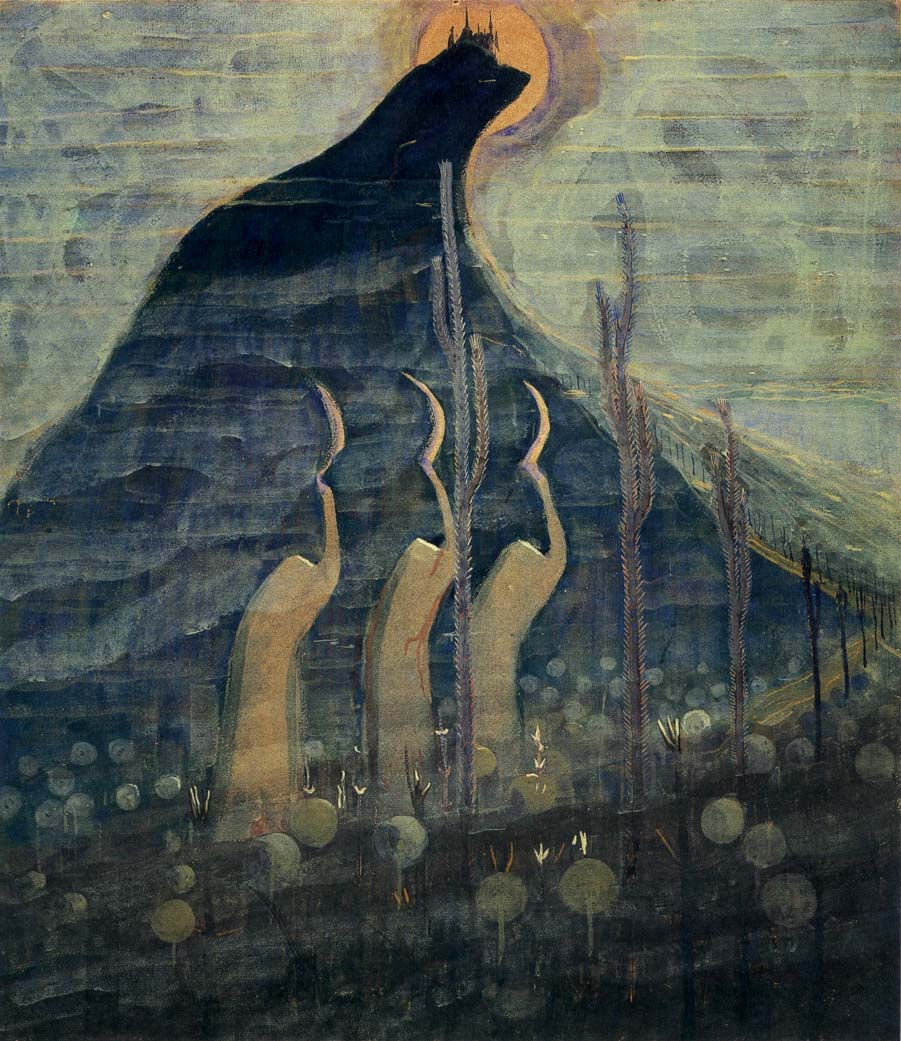
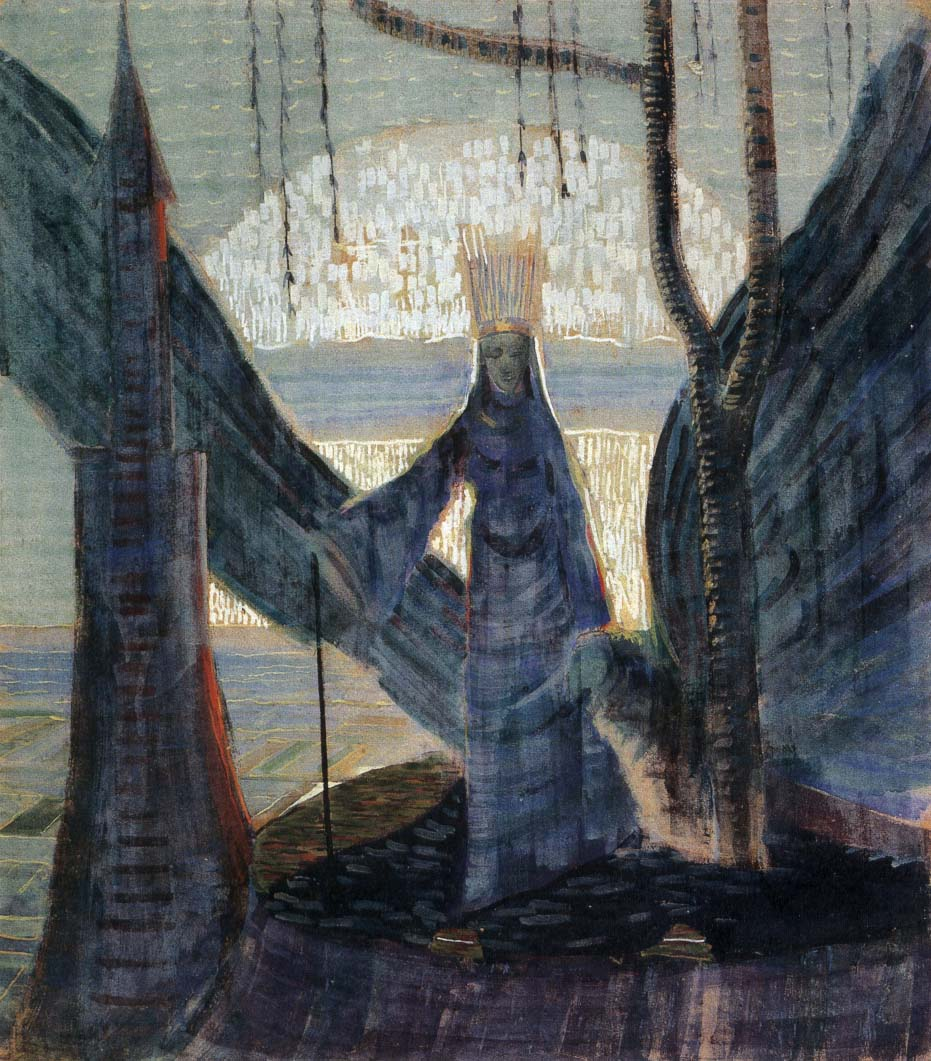
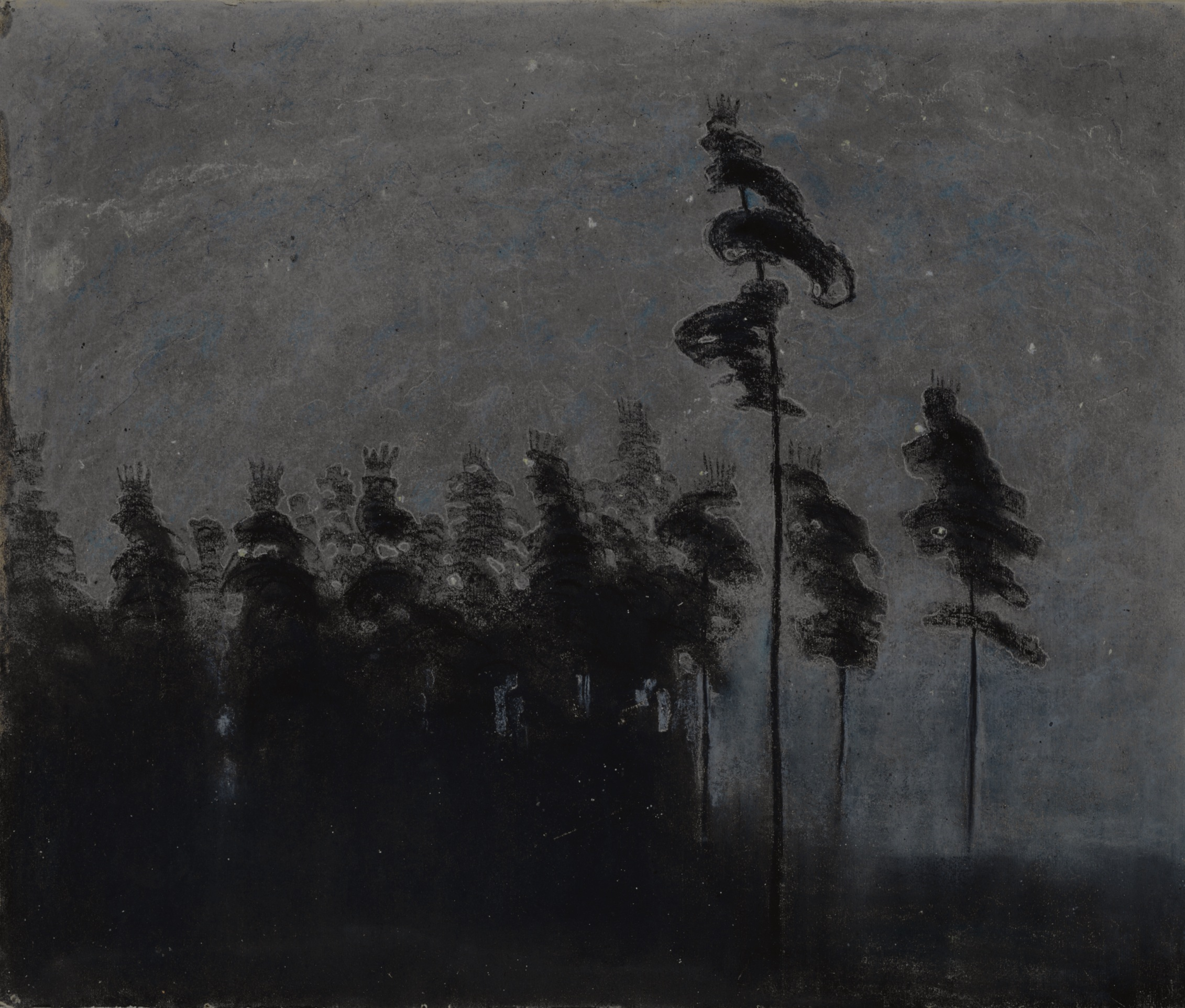
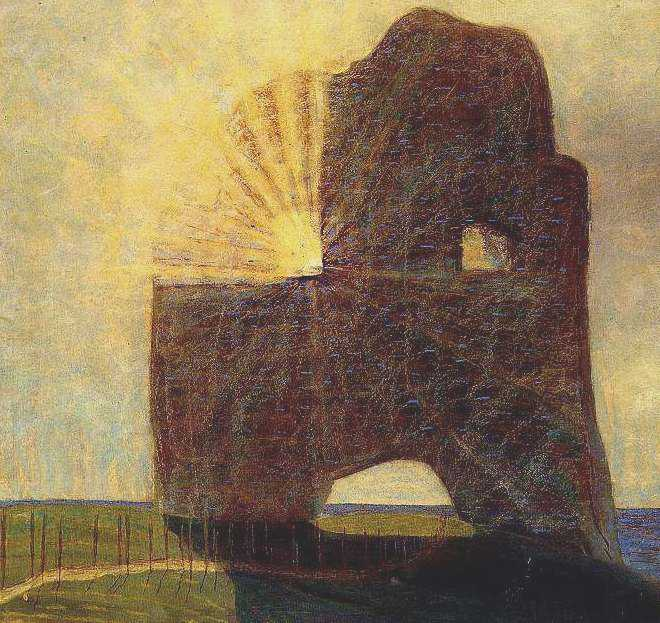
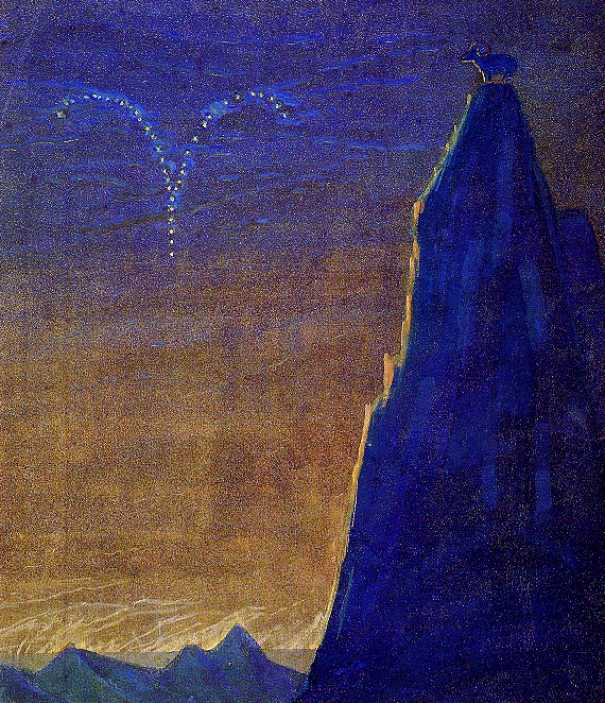
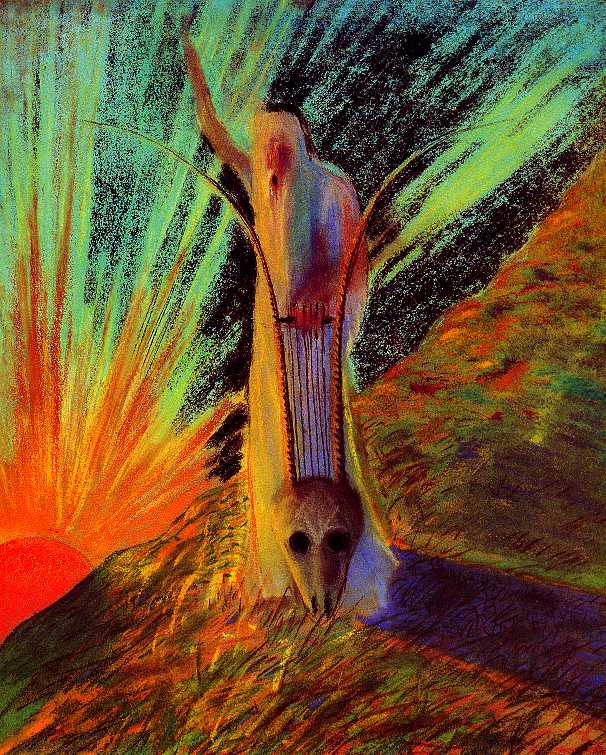
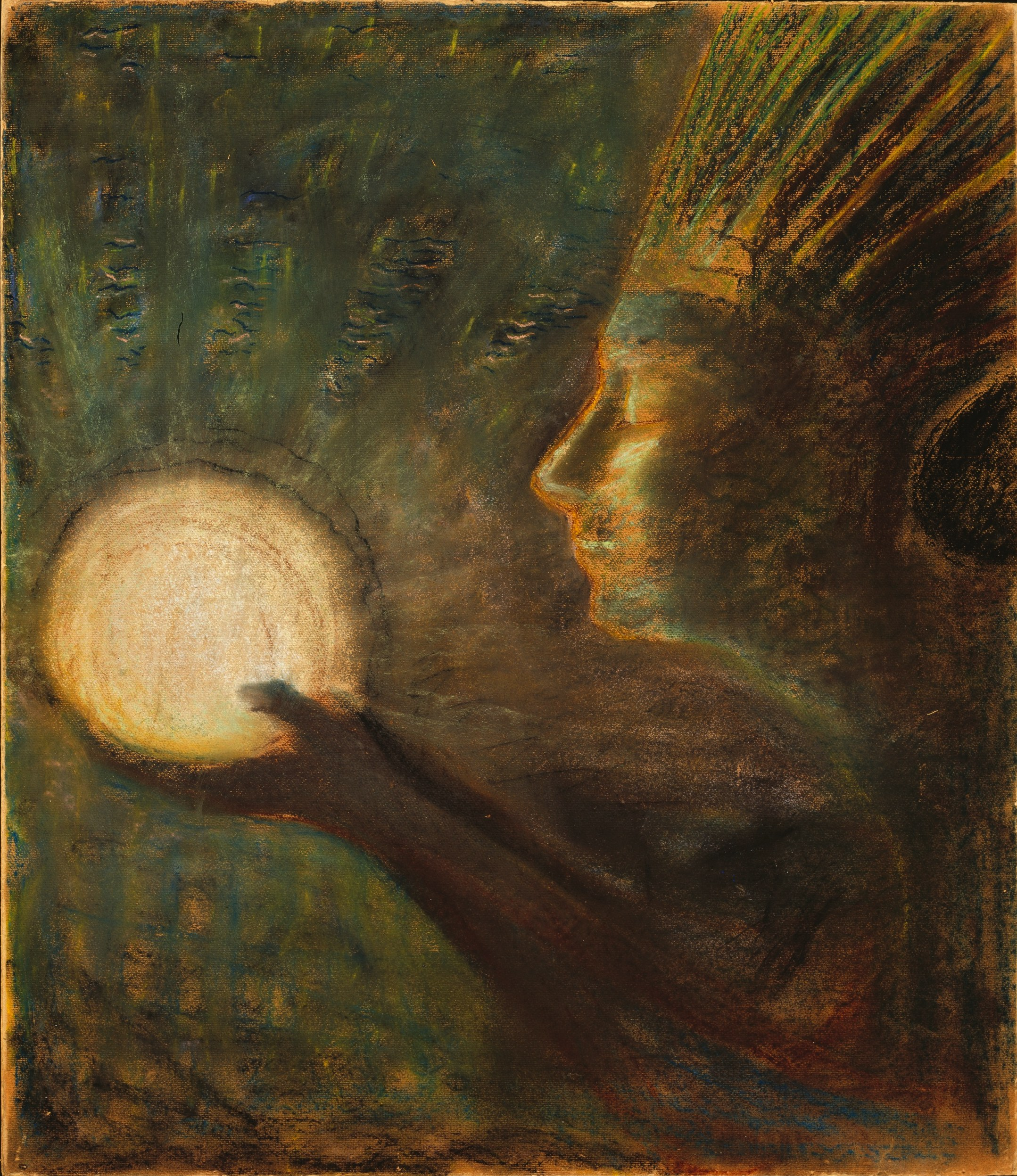
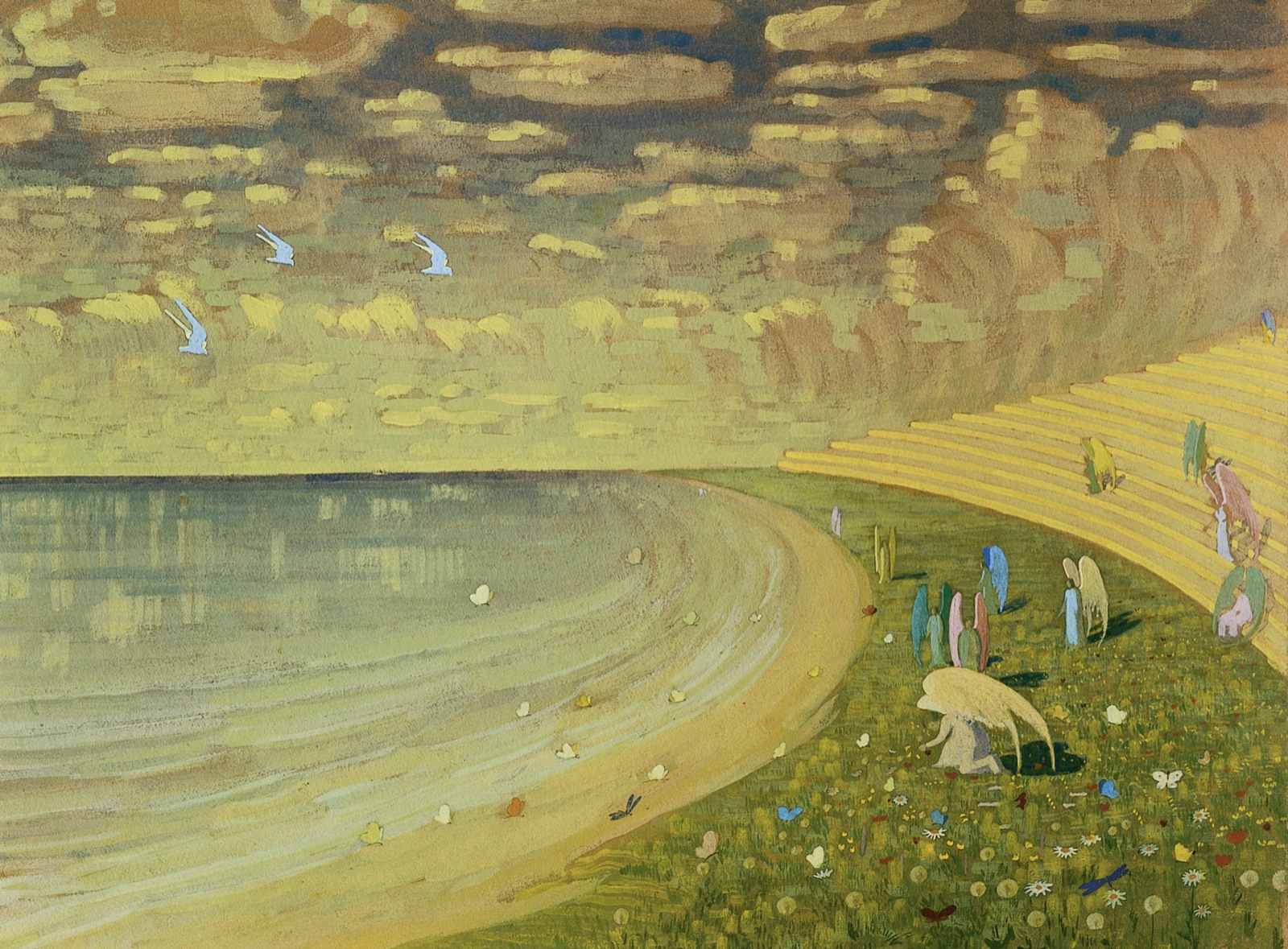
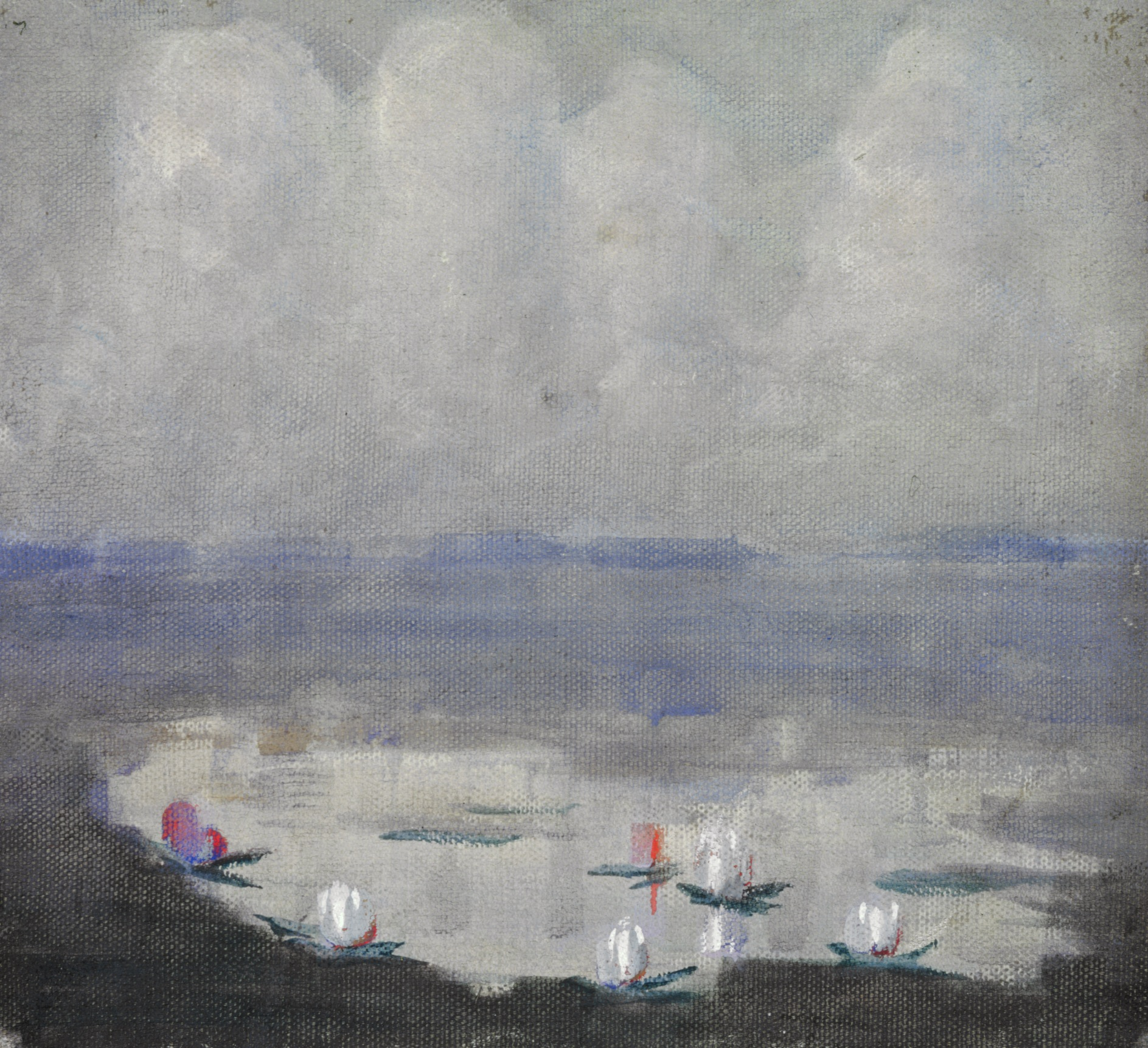
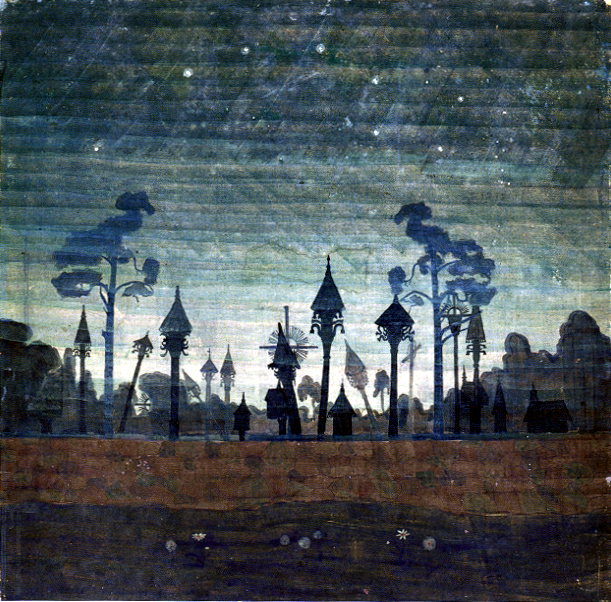